# Az igazság pillanatai
Az igazság pillanata (MOT, moment of truth) a marketing fogalmai között azt a pillanatot jelenti, amikor a vásárló/felhasználó először találkozik egy márkanévvel, termékkel vagy szolgáltatással, és arról valamilyen benyomás alakul ki benne. Először 2005-ben A. G. Lafley, a Procter & Gamble cég elnöke és CEO-ja tett említést két "igazság pillanatáról". A többi ezt követően keletkezett, egészen a Google agytrösztjei által 2011-ben utólag megalapozott nulladik pillanatig.

## Az igazság pillanatai
- Az igazság első pillanata (FMOT, First moment of truth): Amikor egy vásárló először találkozik egy termékkel, történjék ez a találkozás a fizikai világban (offline) vagy online. Az első 3-7 másodperc közötti időszakban van lehetősége az értékesítőnek arra, hogy az érdeklődőt vásárlóvá formálja.[1]
- Az igazság második pillanata (SMOT, Second moment of truth): Amikor a vásárló megveszi a terméket, és megtapasztalja annak minőségét a márka általi ígéret tükrében. Több második pillanat is lehet a használat alatt, amelyek tovább mélyítik a vásárló tapasztalatait, és kialakítják a véleményét a termékről vagy szolgáltatásról.[2]
- Az igazság harmadik pillanata (TMOT, Third moment of truth): Amikor a vásárló készen áll arra, hogy megossza a tapasztalatait a világgal, elmondja a benyomásait, és a terméket vagy szolgáltatást ajánlja vagy eltanácsoljon tőle, akár szóban, akár a közösségi hálózatokban.
- Az igazság nulladik pillanata (ZMOT, Zero moment of truth): A Google fogalomtárában 2011-ben megjelent igazságpillanat, amely arra utal, amikor a majdani vásárló először megpillantja egy online felületen a terméket vagy szolgáltatást, de még nem tesz semmit azért, hogy megszerezhesse. Tipikus példa erre a termék tesztjeinek és összehasonlító elemzésének keresése egy jövőbeli döntés előkészítése érdekében. Ilyenkor minél szerteágazóbb megjelenésre van szükség ahhoz, hogy a vásárló (a saját nyelvén) tájékozódhasson.[3]
- Az igazság aktuális pillanata (Actual moment of truth): Amit Sharma, a Narvar alapítója és CEO-ja fedezte fel és fogalmazta meg ezt a pillanatot, amely eddig keltette fel a marketing kutatóinak figyelmét.[4] Ez pedig az online vásárlás után kezdődik, és egészen addig tart, ameddig a vásárló kézhez nem kapja a termékét vagy szolgáltatását.

Az igazság pillanatainak használata a marketing fogalomtárában a 2000-es évektől terjedőben van, amelyhez nagyban hozzájárult a Google involválódása is, de e pillanatok ettől még elméletek maradtak, amelyeket tudományos kísérletekkel csak közvetve próbáltak alátámasztani.